# Charles Mulder
Charles Mulder   (Anvers, 1 de juliol de 1897 - Anvers, 7 de maig de 1953) va ser un corredor de bobsleigh belga, que va competir a començaments del segle xx.
El 1924 va prendre part en els Jocs Olímpics de Chamonix, on guanyà la medalla de bronze en la prova de bobs a 4 formant equip amb René Mortiaux, Paul Van den Broeck, Victor Verschueren i Henri Willems. Quatre anys més tard, als Jocs de Sankt Moritz, fou setzè en la prova de bobs a 5.